# Turbo: A Power Rangers Movie
Turbo: A Power Rangers Movie (Turbo: Una película de los Power Rangers en Hispanoamérica, y Turbo Power Rangers: La película en España) es una película estadounidense, basada en las aventuras de los superhéroes Power Rangers, estrenada en marzo de 1997. A diferencia de la primera película, esta tiene continuidad con la serie, situándose entre el último capítulo de Power Rangers Zeo y el primero de Power Rangers Turbo, narrando los hechos que explican la transición entre estas dos series.

## Argumento
Una pirata extraterrestre siniestra llamada Divatox tramó un plan para liberar a un demonio llamado Maligore de la isla Muranthias en la Tierra. Para conseguir llegar a la isla, ella necesitó secuestrar a un mago llamado Lerigot del planeta Liaria, y utilizar su llave mágica. Afortunadamente para Lerigot, él evadió la captura y huyó a la tierra, donde buscó la protección de los Power Rangers. 
Los Zeo Rangers practicaban para un torneo de artes marciales. Rocky hizo un movimiento incorrecto, terminó cayéndose del ring y rompiéndose la espalda. Mientras que lo visitaba en el hospital, un niño llamado Justin descubrió la identidad de los Power Rangers. Zordon convocó a los Rangers para proteger a Lerigot. Armados con las cajas de la energía, Tommy y Kat rescataron a Lerigot del yermo africano, pero se lo entregaron a Divatox después porque tenía a su familia. Divatox llevó al mago a Muranthias junto con otros cautivos: Bulk, Skull, Jason, Kimberly, la esposa y el hijo de Lerigot. 
Antes de rescatar a sus amigos de Divatox, Alpha 5 y Zordon dieron a los Power Rangers nuevos poderes que los convirtieron en los Turbo Rangers. Justin tomó el lugar de Rocky como el Ranger azul (debido a que se había lesionado la espalda y no pudo acompañarlos). Los Power Rangers navegaron en un barco a Muranthias, donde hicieron frente a los Pútridos. Divatox llegó en la isla junto con su equipo: Elgar, Rygog, y ejército de Piranhatrons. Jason y Kimberly fueron sacrificados al fuego de Maligore, volviéndose malvados. 
Los Rangers alcanzaron el templo para encontrar a sus amigos vueltos malvados por Maligore. Jason y Kimberly lucharon contra el equipo pero Lerigot les devolvió a la normalidad. Maligore se liberó del pozo de fuego. Lerigot, su familia, Jason y Kimberly fueron rescatados por los Rangers, y lucharon contra Maligore con sus armas de poder. Los Power Rangers huyeron, y Maligore se hizo gigante. Los Power Rangers usaron sus nuevos Turbo Zords y formaron el Turbo Megazord, con el cual destruyeron a Maligore.
Los Power Rangers aprovecharon el día para ganar la competición de artes marciales. Divatox huyó enfurecida y juró venganza contra los rangers.
Ya para finalizar, Jason les ayudó a ganar el torneo de las artes marciales junto a Tommy y Adam (reemplazando a Rocky DeSantos) siendo los campeones de Angel Grove. Dando inicio a la serie.

## Turbo Rangers
| Actor                | Personaje         | Título              |
| -------------------- | ----------------- | ------------------- |
| Jason David Frank    | Tommy Oliver      | Red Turbo Ranger    |
| Johnny Yong Bosch    | Adam Park         | Green Turbo Ranger  |
| Catherine Sutherland | Katherine Hillard | Pink Turbo Ranger   |
| Nakia Burrise        | Tanya Sloan       | Yellow Turbo Ranger |
| Blake Foster         | Justin Stewart    | Blue Turbo Ranger   |

## Arsenal
- Turbo Morphers: Dispositivos de muñeca diseñados a partir de un panel de equipo de transmisión automático. Estos le permiten a los Rangers transformarse una vez que decían "¡Cambio a Turbo!"("¡Cambiar a Turbo!" en la segunda película) en Latinoamérica y (en España "¡Pasemos a nivel Turbo!" en la segunda película, "¡Conexión Turbo!" en la serie de los Power Rangers Turbo), y activaban los Morphers insertando una llave especial, que los procedía a decir las siguientes frases:
  - "Red Lightning Turbo Power!" (en España: "¡Rayo Rojo Turbo Power!")
  - "Mountain Blaster Turbo Power!" (en España: "¡Cañón Montaña Turbo Power!")
  - "Desert Thunder Turbo Power!" (en España: "¡Trueno Del Desierto Turbo Power!")
  - "Dune Star Turbo Power!" (en España: "¡Estrella Duna Turbo Power!")
  - "Wind Chaser Turbo Power!" (en España: "¡Cazador Del Viento Turbo Power!")

- Turbo Blaster: Arma de fuego principal de los Turbo Rangers. Se podía abrir para descubrir una turbina que incrementaba su poder.

- Espada Turbo: Una espada traída por cada Ranger. Su manija se podía sacar un impulso extra de energía.

- Navegador Turbo: GPS portátil que permitía encontrar enemigos y fuentes de poder. Se podía convertir en una pistola para usar en batalla.

- Turbo Robotic Arsenal Mobilizer (R.A.M.): Combinación de armas Turbo que forma un auto de carreras y se transforma en una pistola.
  - Turbo Lightning Sword: (en España: Turbo Espada Rayo) Arma personal del Red Turbo Ranger.
  - Turbo Hand Blasters: (en España: Turbo Lanzador De Rayos) Pistolas personales del Blue Turbo Ranger.
  - Turbo Thunder Cannon: (en España: Turbo Cañón Trueno) Arma personal del Green Turbo Ranger, un cañón con forma de impulsor.
  - Turbo Star Chargers: (en España: Turbo Cargador Estrella) Arma personal de la Yellow Turbo Ranger que funciona de forma similar a una manopla o nudillo, produce rayos al hacer contacto con un enemigo.
  - Turbo Wind Fire: (en España: Turbo Arco de Fuego) Arma personal de la Pink Turbo Ranger en forma de arco que permitía disparar energía de cada uno de sus cuatro cañones.

- Láser de turbina: Arma que se podía mover por sí misma y podía ser montado en el Storm Blaster.

- Turbo Carts: Carros equipados con láseres por uso de un Ranger.

- Lightning Cruiser: Un Chevrolet Camaro de 1996 sensible piloteado por el Red Turbo Ranger que incluía capacidades de vuelo.

- Storm Blaster: Un jeep sensible jeep comandado por el Blue Turbo Ranger.

## Villanos
- Maligore: Demonio que hace siglos fue encerrado en un volcán por un antepasado de Lerigot. Es liberado por Divatox pero destruido por el Turbo Megazord.

- Divatox: Pirata galáctica. Libera a Maligore para casarse con él y dominar el Universo, pero los Turborangers le destruyen, y escapa jurando venganza.

- Elgar: Sobrino de Divatox. Es un ciborg inepto y estúpido pero muy fuerte. Es arrojado al fuego de Maligore por Divatox. De algún modo sobrevive y vuelve en la serie.

- Rygog: Ayudante mutante de Divatox. Escapa con ella cuando Maligore es destruido.

- Rita Repulsa: Divatox la llama por teléfono, cuando duerme con Zedd, y le pide consejo para librarse de los Power Rangers pero ella sólo le dice que huya y cuelga.

- Pirañatrons: Soldados enemigos.

- Pútridos: Soldados enemigos.

## Aliados
Antiguos
- Zordon: Mago de Eltar intergaláctico que Rita encerró en un vórtice dimensional y que se comunica con los rangers a través de un tubo. Continúa ayudando a los Turbo Rangers en la Cámara del Poder

- Alpha 5: Robot con la inocencia de un niño. Continúa ayudando a los Turbo Rangers en la Cámara del Poder.

- Rocky: es el antiguo Blue Zeo Ranger, al lesionarse la espalda no pudo acompañar a su equipo a detener a Divatox.

- Jason y Kimberly: Los antiguos Gold Zeo/Mighty Morphin Red y Mighty Morphin Pink Ranger. Son capturados por Divatox y ofrecidos en sacrificio a Maligore que los vuelve malvados, pero Lerigot y Yara los vuelven a la normalidad y son rescatados por los Turbo Rangers.

- Bulk y Skull: Un par de tontos. Son capturados por Divatox pero rescatados por los Turbo Rangers.

- Stone: Teniente de policía y jefe de Bulk y Skull.

Nuevos
- Lerigot y su familia: Mago con la llave que puede liberar a Maligore. Divatox le captura pero los Power Rangers le salvan. Su esposa es Yara y su hijo un bebé.

## Recaudación
La película recaudó a nivel mundial unos 9.615.840 dólares, muy lejos del éxito y de la gran acogida de la primera película, no gustó mucho y los fans se mostraron decepcionados. Duró muy poco en los cines y es catalogada como una de las peores películas de la historia del cine exactamente en el puesto 24. En una nota más positiva, una crítica positiva de Kevin Thomas en LA Times, afirmó que era un buen intento de los productores por revivir lo que había hecho populares a las primeras generaciones. En Reino Unido, Francia e Hispanoamérica esta película se considera de culto para todo fan de la franquicia.